# العلاقات الموريشيوسية الميكرونيسية
العلاقات الموريشيوسية الميكرونيسية هي العلاقات الثنائية التي تجمع بين موريشيوس وولايات ميكرونيسيا المتحدة.

## مقارنة بين البلدين
هذه مقارنة عامة ومرجعية للدولتين:
| وجه المقارنة                                              | موريشيوس                 | ولايات ميكرونيسيا المتحدة |
| --------------------------------------------------------- | ------------------------ | ------------------------- |
| المساحة (كم2)                                             | 2.04 ألف                 | 702                       |
| عدد السكان (نسمة)                                         | 1.26 مليون               | 105.54 ألف                |
| الكثافة السكانية (ن./كم²)                                 | 617.65                   | 15.03 ألف                 |
| العاصمة                                                   | بورت لويس                | باليكير                   |
| اللغة الرسمية                                             | لغة إنجليزية، لغة فرنسية | لغة إنجليزية              |
| العملة                                                    | روبي موريشي              | دولار أمريكي              |
| الناتج المحلي الإجمالي (بليون دولار)                      | 13.34 مليار              | 336.43 مليون              |
| الناتج المحلي الإجمالي (تعادل القوة الشرائية) بليون دولار | 25.36 مليار              | 365.27 مليون              |
| الناتج المحلي الإجمالي الاسمي للفرد دولار أمريكي          | 9.25 ألف                 | 3.02 ألف                  |
| الناتج المحلي الإجمالي للفرد دولار أمريكي                 | 18.59 ألف                |                           |
| مؤشر التنمية البشرية                                      | 0.777                    | 0.640                     |
| رمز المكالمات الدولي                                      | +230                     | +691                      |
| رمز الإنترنت                                              | .mu                      | .fm                       |
| المنطقة الزمنية                                           | ت ع م+04:00              |                           |

## منظمات دولية مشتركة
يشترك البلدان في عضوية مجموعة من المنظمات الدولية، منها:
| علم المنظمة | اسم المنظمة                                 | تاريخ انضمام موريشيوس | تاريخ انضمام ولايات ميكرونيسيا المتحدة |
| ----------- | ------------------------------------------- | --------------------- | -------------------------------------- |
|             | الاتحاد الدولي للاتصالات                    | 30 أغسطس 1969         | 18 مارس 1993                           |
|             | منظمة حظر الأسلحة الكيميائية                | ?                     | ?                                      |
|             | البنك الدولي للإنشاء والتعمير               | 23 سبتمبر 1968        | 24 يونيو 1993                          |
|             | المركز الدولي لتسوية المنازعات الاستشارية   | 2 يوليو 1969          | 24 يوليو 1993                          |
|             | الأمم المتحدة                               | 24 أبريل 1968         | 17 سبتمبر 1991                         |
|             | مجموعة دول أفريقيا والكاريبي والمحيط الهادئ | ?                     | ?                                      |
|             | يونسكو                                      | 25 أكتوبر 1968        | 19 أكتوبر 1999                         |
|             | وكالة ضمان الاستثمار متعدد الأطراف          | 28 ديسمبر 1990        | 11 أغسطس 1993                          |
|             | مؤسسة التنمية الدولية                       | 23 سبتمبر 1968        | 24 يونيو 1993                          |
|             | تحالف الدول الجزرية الصغيرة                 | ?                     | ?                                      |
|             | مؤسسة التمويل الدولية                       | 23 سبتمبر 1968        | 24 يونيو 1993                          |